# Angelbachtal
Angelbachtal este o comună din landul Baden-Württemberg, Germania.